# Landskrone (Heimersheim)

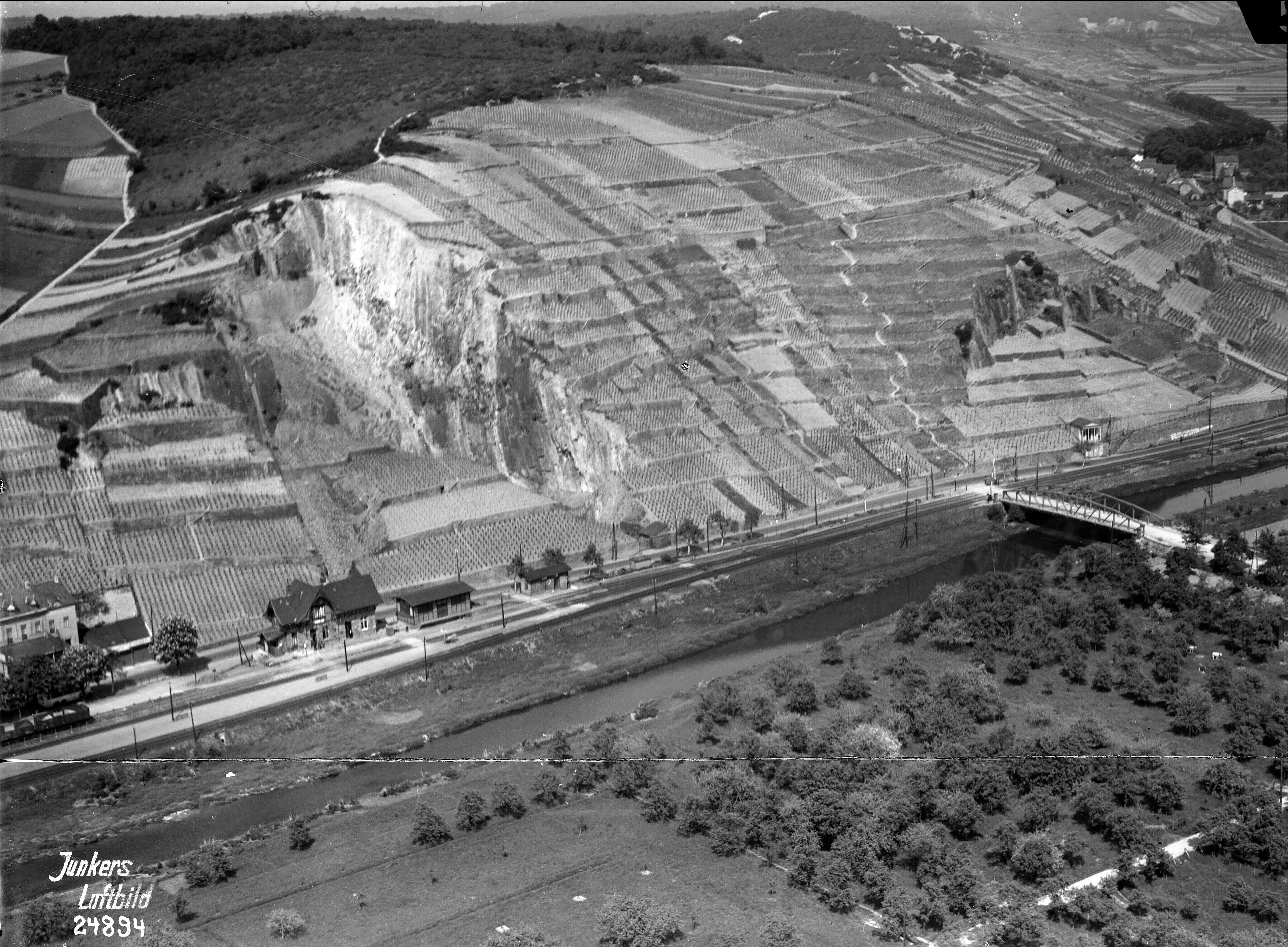
Die Landskrone 1929

Die Landskrone, auch Heimersheimer Landskrone genannt,  ist eine Einzellage im Bad Neuenahr-Ahrweiler Ortsbezirk Heimersheim im deutschen Weinbaugebiet Ahr im unteren Ahrtal. Sie ist Teil der Großlage Klosterberg im Bereich Walporzheim/Ahrtal.

## Lage
Der Name Landskrone leitet sich vom Berg Landskrone im rheinland-pfälzischen Landkreis Ahrweiler ab, der eine 271,7 m ü. NHN hohe Erhebung im Mittelrheingebiet ist. Die Lage liegt nicht unmittelbar zu Fuße des Berges, aber in deren Nähe. Sie hat (Stand 2024) eine bestockte Größe von ca. 3,5 Hektar.  Die Lage  nördlich der Ahr ist eine gemarkungsübergreifende Einzellage zusammen mit der Lage Lohrsdorfer Landskrone, die sich östlich direkt anschließt. Westlich befindet sich der Burggarten. Die Exposition ist südlich. Der Weinberg Landskrone-Weinberge eine Höhe von 100 bis 190 m ü. NHN mit eine Steigung bis 55 %. Wie an der Ahr üblich macht Spätburgunder den Großteil der Bestockung aus; es wird aber auch Frühburgunder angebaut.